# 이스라엘 미술 정보 센터

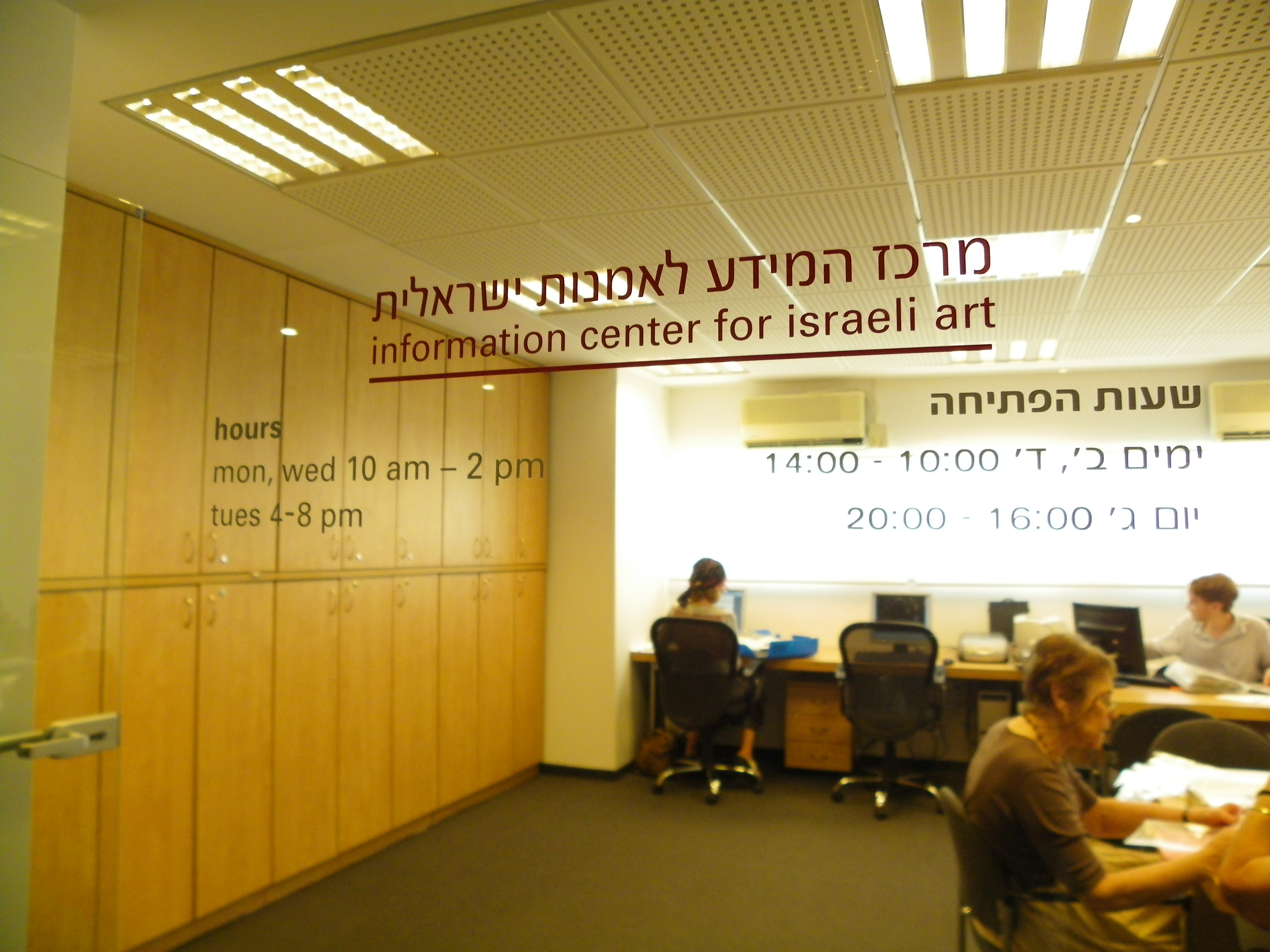
이스라엘 미술 정보 센터

이스라엘 미술 정보 센터(Information Center for Israeli Art, מרכז המידע לאמנות ישראלית)는 이스라엘 박물관의 부속 기관으로, 이스라엘 미술의 역사에 관한 1차 자료들을 보관하는 세계 최대의 기관이다. 12,000 여명의 미술가들의 자료가 예루살렘의 이스라엘 박물관에 보관되어 있다.
이스라엘 박물관의 부속 연구 기관으로서, 이스라엘 미술 정보 센터는 다양한 분야의 미국 미술의 관련된 자료들도 다수 보관하고 있다. 미술가들의 글뿐만 아니라, 이스라엘 미술 정보 센터는 다른 미술관, 미술 수집가, 그리고 미술 수집상으로부터 다큐멘터리 자료를 받아 보관하기도 한다. 또한 이스라엘 미술 정보 센터는 700여개의 이스라엘 미술 관련 비디오를 소장하고 있으며, 5,800여 명의 이스라엘 미술가들의 일생을 온라인으로 기록, 보관하고 있다.
이스라엘 미술 정보 센터는 대대적인 재건축을 거쳐, 2011년 6월, 재개관하였다. 이스라엘 미술 정보 센터는 1975년 이래의 방대한 양의 자료를 수집, 보관하고 있으며, 이 자료들은 체계적인 온라인 데이터베이스를 통해 쉽게 방문객들이 접근할 수 있도록 되어 있다. 또한, 이스라엘 미술 정보 센터는 이메일로 방문객들에게 많은 양의 정보를 전달하는 역할을 맡고 있다.
이스라엘 미술 정보 센터는 초기 이스라엘 미술부터 현대 이스라엘 미술까지의 방대한 양의 이스라엘 미술 자료들을 보관하고 있다. 또한 12,000여 명의 이스라엘 미술가들의 자료는 필름, 슬라이드, 카탈로그, 사진, 그리고 신문을 통해 방문객들에게 전시된다.
이스라엘 미술 정보 센터 산하의 데벨 갤러리는 1973년부터 1990년까지의 자료들을 소장하고 있다. 소장된 자료들 중에는 전시 역사와 사진 등을 관광객들에게 보여준다. 또한 이스라엘 차프리르 사진 기록실은 10,000여 장의 이스라엘 미술을 수록, 보관하고 있다. 가브리엘 탈피르 기록실은 유명한 이스라엘 미술 비평가들의 사진과 편지를 수록, 보관하고 있다. 나훔 졸로토브 기록실은 유명한 이스라엘 건축가들의 스케치와 그림들을 소장, 보관하고 있다. 프랑크 E. 반랄테 관은 이스라엘 미술가들을 인터뷰하는 100개의 필름들을 소장, 보관하고 있다.
2010년 1월 기준으로, 이스라엘 미술 정보 센터에 오는 새로운 자료들은 온라인으로 저장된다. 2010년 1월, 이스라엘 미술 정보 센터의 소장 신문 기사들은 25,000여 장을 넘었으며 전시물들은 15,000여 개를 넘어섰다. 또한 이스라엘 미술 정보 센터는 5,800여 명의 이스라엘 미술가들의 정보를 두 가지 언어로 제공하고 있고, 이 서비스는 외국인 방문객들에게 미술가의 간략한 인생과 미술가의 방대한 양의 작품과 소장자료들을 제공하고 있다.